# 张建东 (1962年)
张建东（1962年7月—），河北乐亭人。男，汉族，中华人民共和国政治人物。现任北京市人大常委会副主任、党组成员。

## 生平
1983年8月参加工作，1982年12月加入中国共产党。北京工业学院工程光学系激光技术专业工学学士，清华大学社会科学系思想政治教育专业教育学学士，北京理工大学管理与经济学院工业工程专业工程硕士，北京师范大学教育学院教育经济与管理专业管理学博士学位。
1979年9至1983年8月，在北京工业学院工程光学系激光技术专业学习，获工学学士学位。1983年8月，毕业后留校任工程光学系团总支书记。1984年9月至1986年9月，在清华大学社会科学系思想政治教育专业学习，获教育学学士学位(第二学位)。1986年9月，任北京工业学院团委研究生工委书记。1988年3月，任北京工业学院团委副书记。1989年6月，任北京理工大学团委副书记。1989年8月，任北京理工大学团委书记。1990年11月，任北京理工大学团委书记(正处级)。1991年5月，任共青团北京市委大学中专部部长。
1994年10月，任北京市高教局党组成员、副局长。1995年12月，任首都师范大学党委副书记(其间：1998年9月-2001年7月，在北京理工大学管理与经济学院工业工程专业学习，获工程硕士学位)。2000年10月，任中共北京市委教育工委委员、市教委副主任。2002年4月，任北京市人民政府副秘书长(其间：2002年9月-2005年7月，在北京师范大学教育学院教育经济与管理专业学习，获管理学博士学位)。2004年5月，任北京市人民政府副秘书长(正局级)。2006年10月，任中共北京市西城区委副书记，区人民政府副区长、代理区长（2006年12月当选为区长）。2007年9月，任中共北京市西城区委副书记，区政府党组书记、区长，北京市人民政府副秘书长(兼)、第29届奥运会组委会国家体育场运行团体主任。2008年11月，任中共北京市西城区委副书记，区政府党组书记、区长。2010年8月，原宣武区和西城区合并组成新的西城区后，当选西城区人民政府区长。2011年7月，任中共怀柔区委书记。2013年2月，任北京市发展和改革委员会党组书记、主任。
2014年11月，任北京市人民政府党组成员、副市长。2018年2月24日，当选为第十三届全国人大代表。2023年1月，当选为北京市人大常委会副主任，不再担任北京市副市长。

## 荣誉
- 奥林匹克银质勋章（国际奥委会，2022年2月21日于北京颁发[5]）